# Pleea
Pleea es un género perteneciente a la familia Tofieldiaceae que comprende dos especies.
- Pleea sieberi
- Pleea tenuiflolia